# Гавришкевич Ігор Степанович
Ігор Степанович Гавришке́вич (* 13 березня 1955, с. Липовець, Яворівський район Львівська область) — українських художник, громадський діяч, заслужений діяч мистецтв України.

## Родина
Народився в селянській багатодітній сім'ї. 
Громадянин України. Одружений. Виховує трьох дітей.

## Освіта
1970 — закінчив 8 класів Нагачівської середньої школи.
1973 — закінчив з відзнакою МПТУ-14 в смт Івано-Франкове (Львівська область). Викладач: Сава Миколайович Мельник

## Трудова діяльність
З 1973 — працював у Сколівському райпромкомбінаті.
1973-1975 — строкова служба в армії.
1975–1977 — технік-художник в ГСКБ "Автонавантажувач".
1977–1993 — художник-конструктор в СКТБ ВО «Ювелірпром».
1993–1994 — референт Львівської організації Спілки художників України.
1994–1996 — директор художньо-виробничого комбінату Львівської організації Спілки художників України.
1996–1997 — директор Львівської інженерної компанії ТзОВ «ЛІКО».
1997-2012 — директор музею-заповідника «Личаківський цвинтар», згодом зареєстрованого як Львівське комунальне підприємство.

## Педагогічна діяльність
- З вересня 2005 — доцент кафедри академічного живопису Львівської національної академії мистецтв (за сумісництвом).

## Громадська і політична робота
З 1987 — активний член «Товариства Лева».
1989 — голова осередку Народного руху України за перебудову в СКТБ «Ювелірпром».
1990 — обраний депутатом Львівської міської ради народних депутатів 1-го демократичного скликання.
2002 — вдруге обраний депутатом Львівської міської ради.
2006 — обраний депутатом Львівської міської ради за списками УНП, секретар постійної депутатської комісії житлової політики.

## Відзнаки
- Заслужений діяч мистецтв України (з 23 серпня 2005);
- Народний художник України (з 4 травня 2019)[2].